# Túrós csusza
Túrós csusza, łazanki z białym serem – tradycyjne węgierskie danie.
Do przygotowywania używa się odpowiedniego makaronu, zwykle łazanek, białego sera lub bryndzy i drobno pokrojonej słoniny lub boczku oraz śmietany. W niektórych okolicach potrawę posypuje się siekanym koperkiem.  
Jego cechą charakterystyczną jest to, że na podgrzanym talerzu kładzie się warstwę łazanek podsmażonych lub upieczonych z białym serem i na to kładzie się warstwę chłodnego sera i gorący tłuszcz ze skwarkami. Na koniec polewa się zimną śmietaną. Węgierska nazwa potrawy pochodzi od czasownika csúszik, który znaczy ślizgać się, a więc oznacza potrawę, która się ślizga.
Często też danie to jest przygotowywane na słodko, gdy zamiast skwarków z tłuszczem danie posypuje się cukrem pudrem, dodając wtedy większej ilości śmietany. 